# 홍콩섬

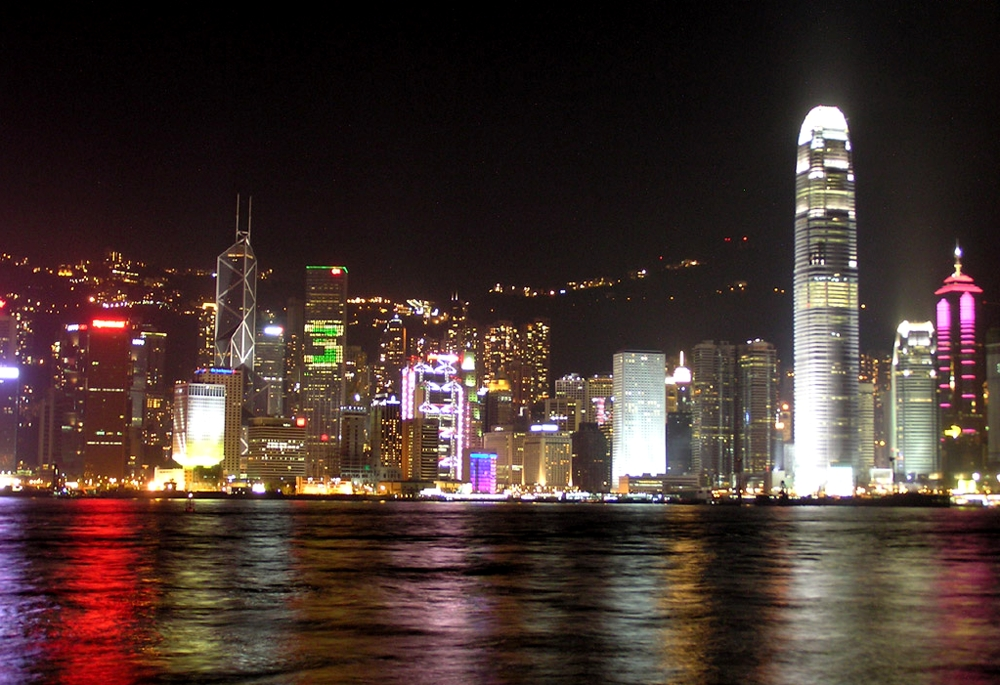
빅토리아 항 건너편 가우룽 지역에서 바라본 홍콩섬의 야경

홍콩섬(중국어 정체자: 香港島, 간체자: 香港岛, 한어 병음: Xiānggǎng Dǎo 샹강다오[*], 월병: Hoeng1gong2 Dou2 헝공도[*], 영어: Hong Kong Island)은 홍콩에 있는 섬으로 홍콩의 정치·상업의 중심지이다. 2008년 기준으로 면적은 78.59 km2, 인구는 128만9천 명이다.

## 역사
1842년 이 섬은 난징 조약에 의해 영국이 청나라로부터 할양받았으며, 홍콩섬과 북쪽의 가우룽 (구룡) 사이에 빅토리아 여왕의 이름을 딴 빅토리아항이 건설되었다. 1997년 7월 1일 영국령 홍콩을 이양함에 따라 홍콩섬도 중화인민공화국에 양도되었다.

## 지리

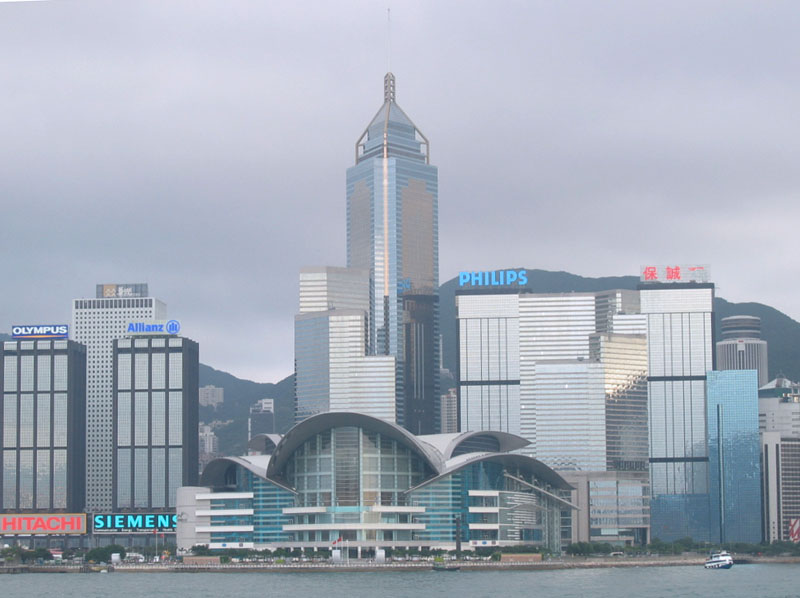
홍콩섬 완자이

홍콩섬은 홍콩에서 란타우섬에 이어 두 번째로 큰 섬이며, 홍콩 개항 이후 가장 먼저 발달한 지역이다. 난구를 제외하고, 이 섬에는 홍콩의 상업 및 정치의 중심지가 위치한다. 홍콩섬의 북부와 가우룽 지역은 현재 홍콩의 핵심 지역을 형성하고 있다. 이 둘을 합치면 홍콩 전체 면적의 약 8%인 86.7 km2(홍콩섬 북부: 39.7 km2, 가우룽: 47 km2)인데, 2006년 기준으로 인구 합계는 301만3천 명(홍콩섬 북부: 99만3천 명, 가우룽: 202만 명)으로 홍콩 전체 인구의 42%를 차지한다.
홍콩섬의 북쪽은 빅토리아항의 남쪽 해안선을 형성하는데, 이 항구는 수심이 깊어 대형 무역 선박의 입출항이 용이했기 때문에 홍콩의 발전에 큰 기여를 하였다. 홍콩섬은 특히 빅토리아항에서 부를 때 자주 '섬쪽(the Island side)'이라고 불린다.
홍콩섬에서 가장 높은 산은 빅토리아 피크이고, 높이는 해발 554m이다. 홍콩섬에는 여러 사적지, 빅토리아항, 빅토리아 피크, 쇼핑 센터, 오션 파크 등 여러 볼거리가 많다. 홍콩섬을 가로지르는 등산로도 하이킹 하기에 좋아 유명하다.

## 행정 구역
홍콩섬에 있는 구는 다음과 같다.
- 중시구
- 둥구
- 난구
- 완자이구
- 박구
- 다이보구
- 사틴구
- 사이궁구
- 레이도구
- 윈롱구
- 튄문구
- 췬완구
- 콰이칭구
- 야우짐웡구
- 삼서이보구
- 가우룽싱구
- 웡다이신구
- 군통구

## 같이 보기
- 홍콩
- 가우룽
- 중완 (센트럴)
- 신제
- 난징 조약